# Bernd Stingl
1. WEITERLEITUNG Benutzer:ZPAWiki/Bernd Stingl